# Biasca
Biasca és un municipi del cantó de Ticino (Suïssa), cap del districte de Riviera.